# Мухаммед, Муса
Муса Мухаммед Шеху (англ. Musa Muhammed Shehu; родился 31 октября 1996 года в Кано, Нигерия) — нигерийский футболист, защитник. Чемпион мира в возрастной категории до 17 лет.

## Клубная карьера
Муса является воспитанником нигерийской футбольной школы «Харт Академи». В 2015 году перспективный защитник подписал контракт с турецким клубом «Истанбул Башакшехир».

## Карьера в сборной
В 2013 году молодой игрок принял участие на юношеском чемпионате мира по футболу. Муса был капитаном своей команды. Его сборная добилась звания чемпиона мира. Муса был твёрдым игроком основного состава. На турнире он забил три гола в семи встречах.
В 2015 году Муса был капитаном молодёжной сборной Нигерии на молодёжном чемпионате мира по футболу.

## Достижения
- Чемпион мира (до 17): 2013